# Ida Lupino

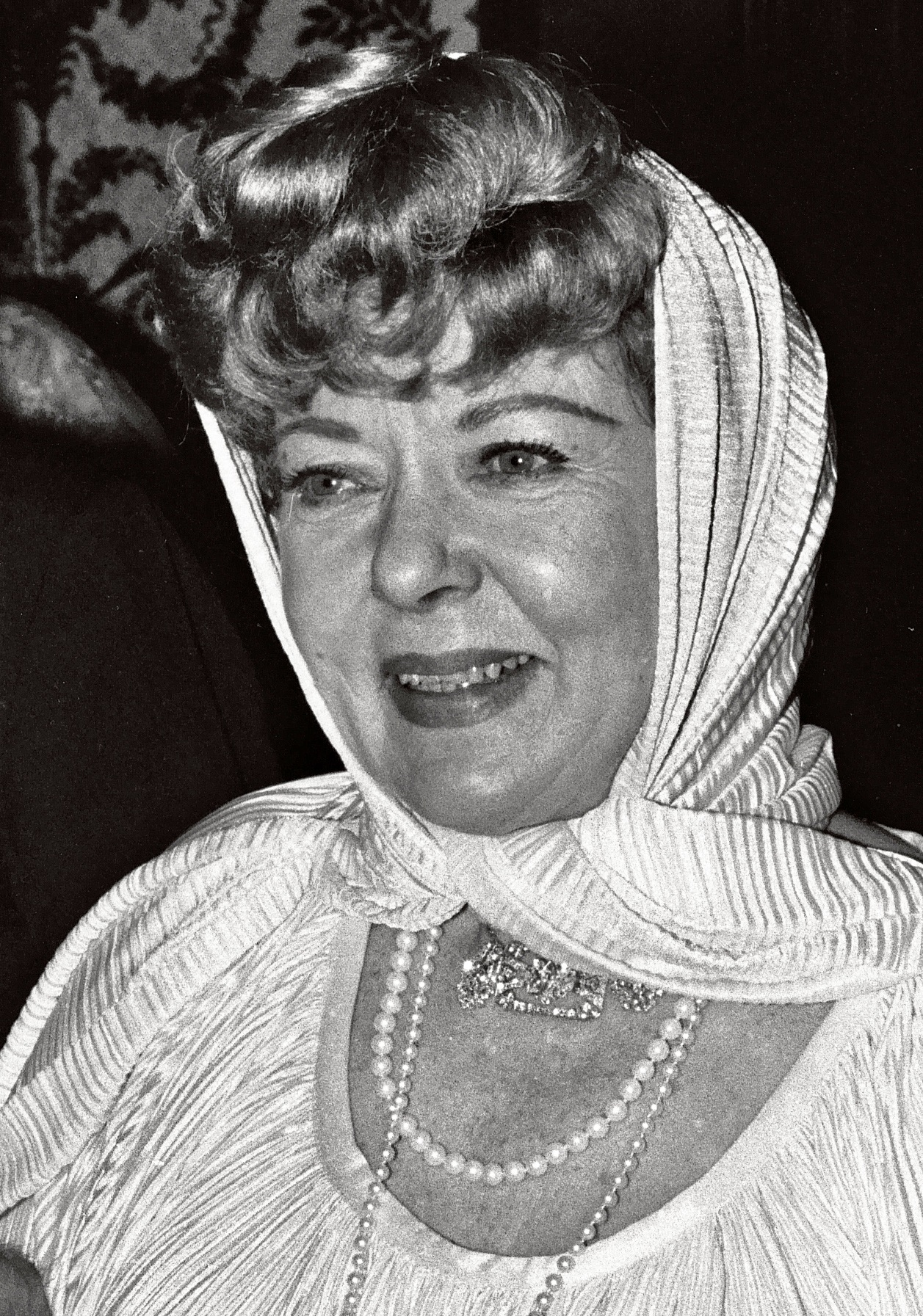
Ida Lupino (1979)

Ida Lupino (* 4. Februar 1918 in London; † 3. August 1995 in Los Angeles) war eine britisch-US-amerikanische Schauspielerin, Regisseurin, Produzentin und Autorin. Sie wurde in den 1940er-Jahren zum Filmstar und war später eine der wenigen Filmemacherinnen ihrer Generation in Hollywood.

## Leben
Lupino war die Tochter des zu seiner Zeit bekannten britischen Film- und Bühnenschauspielers Stanley Lupino (1893–1942) und der Schauspielerin Connie Emerald (1892–1959). Ihre Familie brachte seit mehreren Generationen Schauspieler hervor, auch Idas jüngere Schwester Rita wurde später zur Schauspielerin. Ida Lupino gab ihr Filmdebüt im Alter von 15 Jahren in dem Film Her First Affair, nachdem der Regisseur Allan Dwan zuerst ihre Mutter für die Rolle verpflichten wollte, sich dann aber für Ida entschied.

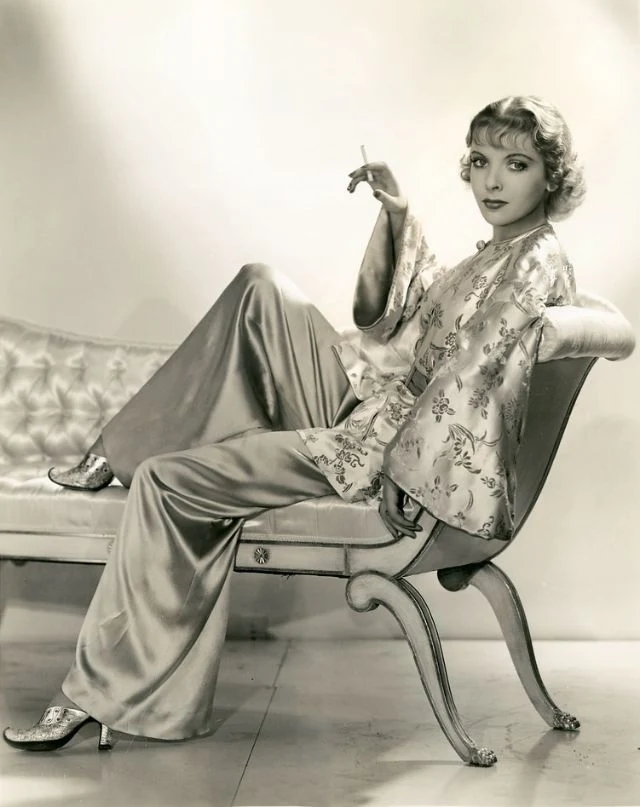
Ida Lupino (1937)

Nach einigen weiteren Filmen in England ging Ida Lupino 1933 schließlich nach Hollywood, wo sie mit dem Film Search for Beauty einen Vertrag bei Paramount antrat. Die nächsten Jahre brachten ihr nur wenig Ruhm und kaum ernsthafte Rollen. Im Jahr 1939 spielte sie neben Basil Rathbone und Nigel Bruce eine größere Rolle in dem Film Die Abenteuer des Sherlock Holmes. Im gleichen Jahr konnte sie auch als dramatische Schauspielerin auf sich aufmerksam machen, als sie in der Verfilmung von The Light That Failed eine hartherzige und skrupellose Frau spielte. Der Erfolg dieses Films brachte ihr einen Vertrag mit Warner Brothers ein, wo sie sich in den 1940er-Jahren zu einem Filmstar entwickeln sollte.
Anfang der 1940er-Jahre spielte sie zweimal an der Seite von Humphrey Bogart, der ebenfalls kurz vor seinem endgültigen Durchbruch als Hollywood-Star stand: in Nachts unterwegs und Entscheidung in der Sierra; insbesondere letzter Film, nach einem Drehbuch von John Huston, wurde ein respektabler Erfolg. 1941 bekam Ida Lupino für die Hauptrolle in der Verfilmung eines Broadway-Erfolgs unter dem Titel Das Geheimnis der drei Schwestern gute Kritiken, nicht zuletzt, da sie mit Anfang Zwanzig eine in der Bühnenvorlage um Jahrzehnte älter angelegte Mörderin glaubhaft verkörperte. Ein Höhepunkt ihrer Karriere kam im Jahr 1943, als sie in dem Film The Hard Way die krankhaft ehrgeizige Schwester von Joan Leslie spielte, die sie mit ihrem unbedingten Willen zum Erfolg ins Unglück stürzt. Ida Lupino gewann für ihre Darstellung den New York Film Critics Circle Award als beste Hauptdarstellerin. Dennoch war sie häufig unzufrieden mit den Rollen, die ihr angeboten wurden und sie bezeichnete sich selbst gerne als „Bette Davis des armen Mannes“. Lupino war in einer Reihe von Film noir zu sehen; während sie in Nachtclub-Lilly die verführerische und lange undurchsichtige Sängerin gab, spielte sie verletzliche Rolle in Das tiefe Tal als stotterndes Mädchen und in On Dangerous Ground als blinde Frau, die ihren wegen Mordes gesuchten Bruder beschützen will.
Im Jahr 1949 stand Lupino erstmals als Regisseurin hinter der Kamera, als sie während der Dreharbeiten kurzfristig die Regie des Films Verführt mit Sally Forrest in der Hauptrolle übernahm, nachdem der eigentliche Regisseur Elmer Clifton einen Herzinfarkt erlitten hatte. Ihren ersten eigenständigen Film als Regisseurin drehte sie später im Jahr 1949 mit dem sozialkritischen Drama Lügende Lippen, für das sie auch das Drehbuch schrieb und das über RKO in den Verleih kam. Nach Dorothy Arzner war Ida Lupino eine der ersten weiblichen Regisseure in Hollywood. Lupino drehte in der Folgezeit noch einige, überwiegend kostengünstig hergestellte Filme, die sich häufig mit heiklen Themen wie Vergewaltigung und Bigamie beschäftigten. Durch Der Anhalter gilt sie als erster weiblicher Regisseur eines Film noir. Lupino arbeitete für die von Dick Powell, David Niven und Charles Boyer begründete Produktionsfirma Four Star Production und inszenierte in der Folgezeit mehrere Episoden für Fernsehserien. Mitte der 1950er hatte sie eine eigene Serie unter dem Titel Mr. Adams and Eve. Ihren größten finanziellen Erfolg als Regisseurin hatte sie im Jahr 1966 mit der Komödie Immer Ärger mit den Engeln (The Trouble With Angels), der Hayley Mills und Rosalind Russell gemeinsam vor die Kamera brachte.
In den 1970er-Jahren war Lupino nur noch als Schauspielerin tätig und unter anderem zweimal Gaststar in der Fernsehserie Columbo mit Peter Falk. Sie übernahm ebenfalls einen Auftritt im Bert I. Gordons Monsterfilm Die Insel der Ungeheuer, in dem sie neben Marjoe Gortner gegen mutierte Ratten kämpfen musste. Nach einer größeren Rolle im B-Movie My Boys Are Good Boys verabschiedete sie sich im Jahr 1978 aus dem Filmgeschäft.
Ida Lupino war Mutter einer Tochter aus ihrer dritten Ehe mit dem Schauspieler Howard Duff, den sie 1951 geheiratet hatte und von dem sie 1984 geschieden wurde. Zuvor war sie bereits von 1938 bis 1945 mit ihrem Schauspielkollegen Louis Hayward und von 1948 bis 1951 mit dem Filmproduzenten Collier Young verheiratet, auch diese Ehen wurden geschieden. Bereits 1948 wurde Lupino amerikanische Staatsbürgerin. Sie starb im August 1995 im Alter von 77 Jahren in ihrem Haus im kalifornischen Burbank; sie war zu diesem Zeitpunkt an Krebs erkrankt und hatte kurz zuvor einen Schlaganfall erlitten. Ihre Autobiografie wurde nach ihrem Tod, editiert und publiziert von Mary Ann Anderson, unter dem Titel Ida Lupino: Beyond the Camera veröffentlicht.

## Filmografie

### Als Schauspielerin
- 1931: The Love Race
- 1932: Her First Affaire
- 1933: Money for Speed
- 1933: I Lived with You
- 1933: Prince of Arcadia
- 1933: The Ghost Camera
- 1933: High Finance
- 1934: Search for Beauty
- 1934: Come on Marines!
- 1934: Ready for Love
- 1935: Paris in Spring
- 1935: Smart Girl
- 1935: Peter Ibbetson
- 1935: La Fiesta de Santa Barbara (Kurzfilm)
- 1936: Anything Goes
- 1936: One Rainy Afternoon
- 1936: Yours for the Asking
- 1936: The Gay Desperado
- 1937: Sea Devils
- 1937: Let’s Get Married
- 1937: Künstlerball (Artists & Models)
- 1937: Fight for Your Lady
- 1939: The Light That Failed
- 1939: Die Abenteuer des Sherlock Holmes (The Adventures of Sherlock Holmes)
- 1939: The Lone Wolf Spy Hunt
- 1939: The Lady and the Mob
- 1940: Nachts unterwegs (They Drive by Night)
- 1941: Der Seewolf (The Sea Wolf)
- 1941: Entscheidung in der Sierra (High Sierra)
- 1941: Ufer im Nebel (Out of the Fog)
- 1941: Das Geheimnis der drei Schwestern (Ladies in Retirement)
- 1942: Life Begins at Eight-Thirty
- 1942: Nacht im Hafen (Moontide)
- 1943: The Hard Way
- 1943: Auf ewig und drei Tage (Forever and a Day)
- 1943: Thank Your Lucky Stars
- 1944: In Our Time
- 1944: Hollywood-Kantine (Hollywood Canteen)
- 1945: Pillow to Post
- 1946: Devotion
- 1947: Besuch in Kalifornien (The Man I Love)
- 1947: Das tiefe Tal (Deep Valley)
- 1947: Escape Me Never
- 1948: Nachtclub-Lilly (Road House)
- 1949: Der Berg des Schreckens (Lust for Gold)
- 1950: Dein Leben in meiner Hand (Woman in Hiding)
- 1950: Outrage
- 1951: Hard, Fast and Beautiful
- 1951: On the Loose
- 1951: On Dangerous Ground
- 1952: Beware, My Lovely
- 1953: Jennifer
- 1953: Der Mann mit zwei Frauen (The Bigamist)
- 1953–1956: Four Star Playhouse (Fernsehserie, 19 Folgen)
- 1954: The Ford Television Theatre (Fernsehserie, 2 Folgen)
- 1954: Hölle 36 (Private Hell 36)
- 1955: Revolte im Frauenzuchthaus (Women’s Prison)
- 1955: Hollywood-Story (The Big Knife)
- 1956: Die Bestie (While the City Sleeps)
- 1956: Strange Intruder
- 1956: Abenteuer im wilden Westen (Fernsehserie, 1 Folge)
- 1957–1958: Mr. Adams and Eve (Fernsehserie, 66 Folgen)
- 1958: Teenage Idol (Kurzfilm)
- 1959: Lux Playhouse (Fernsehserie, 1 Folge)
- 1959: Unglaubliche Geschichten (The Twilight Zone; Fernsehserie, 1 Folge)
- 1959: Bonanza (Fernsehserie, 1 Folge)
- 1960: Im wilden Westen (Death Valley Days; Fernsehserie, 1 Folge)
- 1961: General Electric Theater (Fernsehserie, 1 Folge)
- 1961: The Investigators (Fernsehserie, 1 Folge)
- 1963: Sam Benedict (Fernsehserie, 1 Folge)
- 1963: Stunde der Entscheidung (Kraft Suspense Theatre; Fernsehserie, 1 Folge)
- 1963–1964: Amos Burke (Fernsehserie, 2 Folgen)
- 1963–1965: Die Leute von der Shiloh Ranch (The Virginian; Fernsehserie, 2 Folgen)
- 1964: Gauner gegen Gauner (The Rogues; Fernsehserie, 1 Folge)
- 1966: Verrückter wilder Westen (The Wild Wild West; Fernsehserie, 1 Folge)
- 1968: Judd for the Defense (Fernsehserie, 1 Folge)
- 1968: Ihr Auftritt, Al Mundy (It Takes a Thief; Fernsehserie, 1 Folge)
- 1968: Batman (Fernsehserie, 2 Folgen)
- 1968: The Outcasts (Fernsehserie, 1 Folge)
- 1969: Twen−Police (Fernsehserie, 1 Folge)
- 1969: The Name of the Game (Fernsehserie, 1 Folge)
- 1969–1970: Lieber Onkel Bill (Family Affair; Fernsehserie, 2 Folgen)
- 1970: Bracken’s World (Fernsehserie, 1 Folge)
- 1971: Nanny und der Professor (Nanny and the Professor; Fernsehserie, 1 Folge)
- 1971: Nachdenkliche Geschichten (Insight; Fernsehserie, 1 Folge)
- 1972: Terror in Block C (Woman in Chains) (Fernsehfilm)
- 1972: Deadhead Miles
- 1972: Alias Smith und Jones (Fernsehserie, 1 Folge)
- 1972: Medical Center (Fernsehserie, 1 Folge)
- 1972: Junior Bonner
- 1972: The Strangers in 7A (Fernsehfilm)
- 1972: Columbo: Zigarren für den Chef (Short Fuse; Fernsehreihe)
- 1973: The Bold Ones: The New Doctors (Fernsehserie, 1 Folge)
- 1973: Female Artillery (Fernsehfilm)
- 1973: I Love a Mystery (Fernsehfilm)
- 1973: The Letters (Fernsehfilm)
- 1974: Barnaby Jones (Fernsehserie, 1 Folge)
- 1974: Die Straßen von San Francisco (The Streets of San Francisco; Fernsehserie, Folge Blockade)
- 1974: Columbo: Schwanengesang (Swan Song) (Fernsehfilm)
- 1974: The Manhunter (Fernsehserie, 1 Folge)
- 1975: Nachts, wenn die Leichen schreien (The Devil’s Rain)
- 1975: Ellery Queen (Fernsehserie, 1 Folge)
- 1975: Die Zwei mit dem Dreh (Switch; Fernsehserie, 1 Folge)
- 1975: Make-up und Pistolen (Police Woman; Fernsehserie, 1 Folge)
- 1976: Die Insel der Ungeheuer (The Food of The Gods)
- 1977: Drei Engel für Charlie (Fernsehserie, 1976) (Charlie's Angels; Folge 1x21: Das Comeback der Gloria Gibson)
- 1979: My Boys Are Good Boys

### Als Regisseurin
- 1949: Verführt (Not Wanted) (im Vorspann unerwähnt)[3]
- 1950: Lügende Lippen (Never Fear) (auch Drehbuch)
- 1950: Outrage
- 1951: Hard, Fast and Beautiful
- 1951: On Dangerous Ground (unerwähnt)[4]
- 1953: Der Anhalter (The Hitch-Hiker)
- 1953: Der Mann mit zwei Frauen (The Bigamist)
- 1956: Screen Directors Playhouse (Fernsehserie, 1 Folge)
- 1956: Climax! (Fernsehserie, 1 Folge)
- 1956: On Trial (Fernsehserie, 1 Folge)
- 1958: Teenage Idol (Kurzfilm)
- 1958: Mr. Adams and Eve (Fernsehserie, 1 Folge)
- 1959: Mutter ist die Allerbeste (The Donna Reed Show; Fernsehserie, 1 Folge)
- 1959: 77 Sunset Strip (Fernsehserie, 2 Folgen)
- 1959–1960: Hotel de Paree (Fernsehserie, 2 Folgen)
- 1959–1961: Have Gun – Will Travel (Fernsehserie, 8 Folgen)
- 1960: Tate (Fernsehserie, 2 Folgen)
- 1960: Dante (Fernsehserie, 1 Folge)
- 1960: Hong Kong (Fernsehserie, 2 Folgen)
- 1960–1961: Alfred Hitchcock präsentiert (Alfred Hitchcock Presents; Fernsehserie, 2 Folgen)
- 1960–1962: General Electric Theater (Fernsehserie, 6 Folgen)
- 1961: Westlich von Santa Fé (Fernsehserie, 1 Folge)
- 1961–1962: Thriller (Fernsehserie, 9 Folgen)
- 1962–1963: Sam Benedict (Fernsehserie, 3 Folgen)
- 1962–1963: Die Unbestechlichen (The Untouchables; Fernsehserie, 3 Folgen)
- 1963: Breaking Point (Fernsehserie, 1 Folge)
- 1963–1964: Auf der Flucht (The Fugitive; Fernsehserie, 3 Folgen)
- 1963–1965: Mr. Novak (Fernsehserie, 3 Folgen)
- 1964: Stationsarzt Dr. Kildare (Dr. Kildare; Fernsehserie, 1 Folge)
- 1964: Stunde der Entscheidung (Kraft Suspense Theatre; Fernsehserie, 1 Folge)
- 1964: Unglaubliche Geschichten (The Twilight Zone; Fernsehserie, 1 Folge)
- 1964–1965: Gauner gegen Gauner (The Rogues; Fernsehserie, 2 Folgen)
- 1964–1966: Gilligans Insel (Gilligan's Island; Fernsehserie, 3 Folgen)
- 1965: Verliebt in eine Hexe (Bewitched; Fernsehserie, 1 Folge)
- 1965: Karen (Fernsehserie, 1 Folge)
- 1966: Privatdetektivin Honey West (Honey West; Fernsehserie, 1 Folge)
- 1966: Immer Ärger mit den Engeln (The Trouble with Angels)
- 1966: Bob Hope Presents the Chrysler Theatre (Fernsehserie, 1 Folge)
- 1966: Die Leute von der Shiloh Ranch (The Virginian; Fernsehserie 1 Folge)
- 1967: Daniel Boone (Fernsehserie, 1 Folge)
- 1967: Dundee and Cullhane (Fernsehserie, 1 Folge)
- 1968: Der Geist und Mrs. Muir (The Ghost & Mrs. Muir; Fernsehserie, 1 Folge)